# Karel Štika
Karel Štika (27. leden 1898 Smíchov – 23. října 1975 Praha) byl český malíř a grafik.

## Život
Výtvarné umění studoval na Akademii výtvarných umění v Praze, kde byl jeho učitelem Max Švabinský. Více než třicet let pak působil jako učitel na českých a slovenských středních školách, nejdéle v Nové Pace. V letech 1953–55 byl předsedou SČUG Hollar. Jeho nejčastěji užívanými grafickými technikami byly dřevoryt, suchá jehla a lavírování. Jako grafik vytvořil řadu ilustrací k české i zahraniční poezii (mj. díla Jana Nerudy, J. A. Komenského, K. H. Máchy nebo Karla Hlaváčka), věnoval se též tvorbě ex libris, poštovních známek a grafickému doprovodu bibliofilských tisků. Zemřel v Praze.

## Dílo
Zpočátku se v jeho tvorbě objevují sociální motivy střídané s poetickými obrazy předměstských zákoutí, tak jako v grafickém cyklu Almužna (1926), k němuž napsal úvodní slovo Josef Hora. Milostné motivy obsahuje cyklus Milenci (1928). Šesti dřevoryty doprovodil v poválečných letech cyklus Básník a odboj (1945).
Nejčastějším motivem jeho grafik je nicméně krajina, a to jednak krajina pražských předměstí, jednak krajina Sedlčanska, odkud pocházeli oba jeho rodiče a do jehož malebné krajiny se často vracel. Sem patří např. linoryty Stavba vodovodu (1926) s odpočívajícími dělníky, Tulák (1929), stojící pod vlakovým náspem, nebo Poledne (1929), a taktéž suché jehly Roztloukání hrud (1923), Melancholická krajina (1923) od Příbrami, Starý kříž u Petrovic (1929) či Krajina na Sedlčansku (1929). V roce 1933 tvoří cyklus suchých jehel Pět krajin, v roce 1935 cyklus linorytů Cesty.
Vrcholem jeho poválečné krajinářské tvorby je cyklus patnácti suchých jehel Krajem kamenitým (1949), jímž vzdal hold drsné a malebné scenérii Petrovicka a Sedlčanska. Krajina je zde podána realisticky, ale zároveň poeticky, její půvab je zdůrazněn pocitem melancholie až opuštěnosti. Často je znázorněna polní či úvozová cesta, na některých listech je krajina doplněna postavou, což pocit osamělosti paradoxně ještě prohlubuje. Sedlčansku jsou věnovány rovněž cykly Janovec a žula (1951) a Povltaví, zpracovaný v rámci tzv. Vltavské akce, vyhlášené počátkem 50. let Svazem československých výtvarných umělců jako úkolová akce ztvárnit břehy Vltavy ještě před zatopením těchto míst budoucími přehradními jezery. Do Petrovic za Štikou později zajížděl i básník Ladislav Stehlík. Jejich společným dílem a společnou oslavou krajiny je bibliofilský tisk Obděnická pouť.
Štikovy grafické listy a kresby jsou zastoupeny ve sbírkách Národní galerie v
Praze, v Alšově jihočeské galerii v Hluboké nad Vltavou, v Městském
muzeu v Nové Pace i jinde, především v soukromých sbírkách.